# St. Andreas (Wiesen)

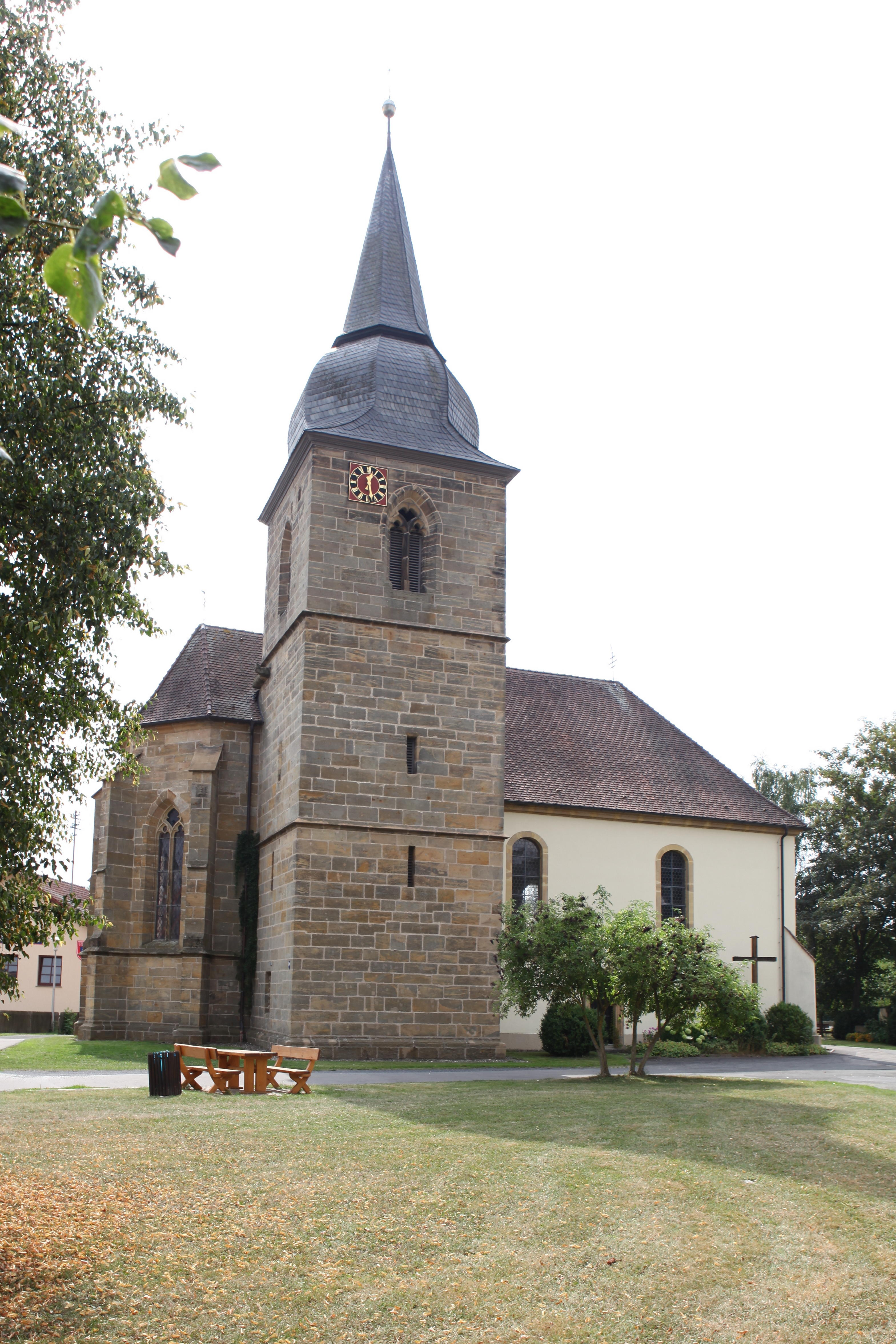
St. Andreas in Wiesen

St. Andreas ist die römisch-katholische Filialkirche in Wiesen, einem Gemeindeteil der Stadt Bad Staffelstein im oberfränkischen Landkreis Lichtenfels. Die Erstnennung der Dorfkirche war 1475. Die Kirchengemeinde gehört zur Pfarrei Döringstadt des Seelsorgebereiches Gottesgarten im Dekanat Coburg des Erzbistums Bamberg.

## Baugeschichte
Die Kirche wurde erstmals 1475 als Wallfahrt zu Mariae Heimsuchung erwähnt. Gemäß einer Bauinschrift am Kirchturm wurde die Kirche im Jahr 1500 neu errichtet. Das Wappen am Chorbogen weist auf Marx von Giech auf Oberbrunn und dessen Ehefrau Felice, gebürtige von Stiebar, als beteiligte Stifter. Im Jahr 1665 begann der Neubau des Langhauses, der nach einer Unterbrechung die bis 1669 dauerte. Der Staffelsteiner Zimmermeister Johann Weiß erneuerte 1815/1816 den Turmhelm und 1821/1822 das Kirchendach einschließlich dem Dachstuhl. Gleichzeitig wechselte der Maurermeister die Traufgesimse aus, vergrößerte die Langhausfenster und legte zwei neue Seiteneingänge an. In den Jahren 1836/1837 folgte der Anbau einer Sakristei. Eine Außen- und Innenrenovierung wurde unter anderem 1926 durchgeführt.:S. 306

## Baubeschreibung
Die Filialkirche steht am südöstlichen Rand des Ortes und ist von einem großräumigen Dorfplatz umgeben.
Die geostete Kirche hat einen eingezogenen Chor mit einem Joch und einem Fünfachtelschluss, der aus Sandsteinquadern besteht. Den Chorraum überspannt ein Netzrippengewölbe mit spitzen Stichkappen und kleinen Scheibenschlusssteinen. Drei zweibahnige Fenster Spitzbogenfenster mit Maßwerk im Chorhaupt und eins in der südlichen Schlussseite belichten den Innenraum. An den Außenkanten des Chores stehen hohe, schlanke Strebepfeiler mit Pultverdachungen.:S. 306
Ein eingezogener, spitzer Chorbogen grenzt den Chorraum von dem Langhaus ab. Den zweiachsigen Saalbau überspannt eine hölzerne Flachdecke. Je zwei Stichbogenfenster in den beiden Längsseiten und der Westwand belichten den Innenraum, der drei rechteckige Eingänge besitzt. Eine hölzerne Empore auf der Westseite befindet sich im Innenraum. Sie ruht auf einem profilierten Unterzug und zwei Vierkantsäulen mit Knaggen. Der Außenbau besteht aus verputztem Brocken- und Quadermauerwerk. Die Portale haben geohrte Profilrahmen aus Sandstein. An den Kanten der Westwand sind niedrige Strebepfeiler mit Pultverdachungen angeordnet. Der Scheitelstein des Westportals ist mit dem Jesusmonogramm verziert. Darüber befindet sich in der Wand ein eingelassener Quader mit Kreuz, Baudatum und Baumeisterinitialen. Der Chor und das Langhaus haben ein Walmdach mit einheitlicher Firsthöhe und einer Ziegeldeckung.:S. 306
An der Chornordseite steht der Kirchturm mit einem quadratischen Grundriss. Die Fassade besteht aus Sandsteinquadern und ist durch zwei Kehlgesimse gegliedert. Der unterste Turmraum wird durch ein vergittertes Rechteckfenster in der Ostwand belichtet. Die beiden folgenden Geschosse haben jeweils drei schmale Rechtecköffnungen. Das Glockengeschoss besitzt an allen Seiten zweibahnige Spitzbogenfenster mit Maßwerk. Neben der nördlichen Schallöffnung befindet sich eine Bauinschrift mit der Jahreszahl 1500 in spätgotischen Minuskeln. Der verschieferte Turmhelm besteht aus einer achtseitigen Haube und einer hohen Spitze mit Kauf und Kreuz.
Gegenüber dem Kirchturm steht an der Südseite des Chores ein neugotischer Sakristeianbau mit Spitzbogenfenstern und Satteldach.:S. 306

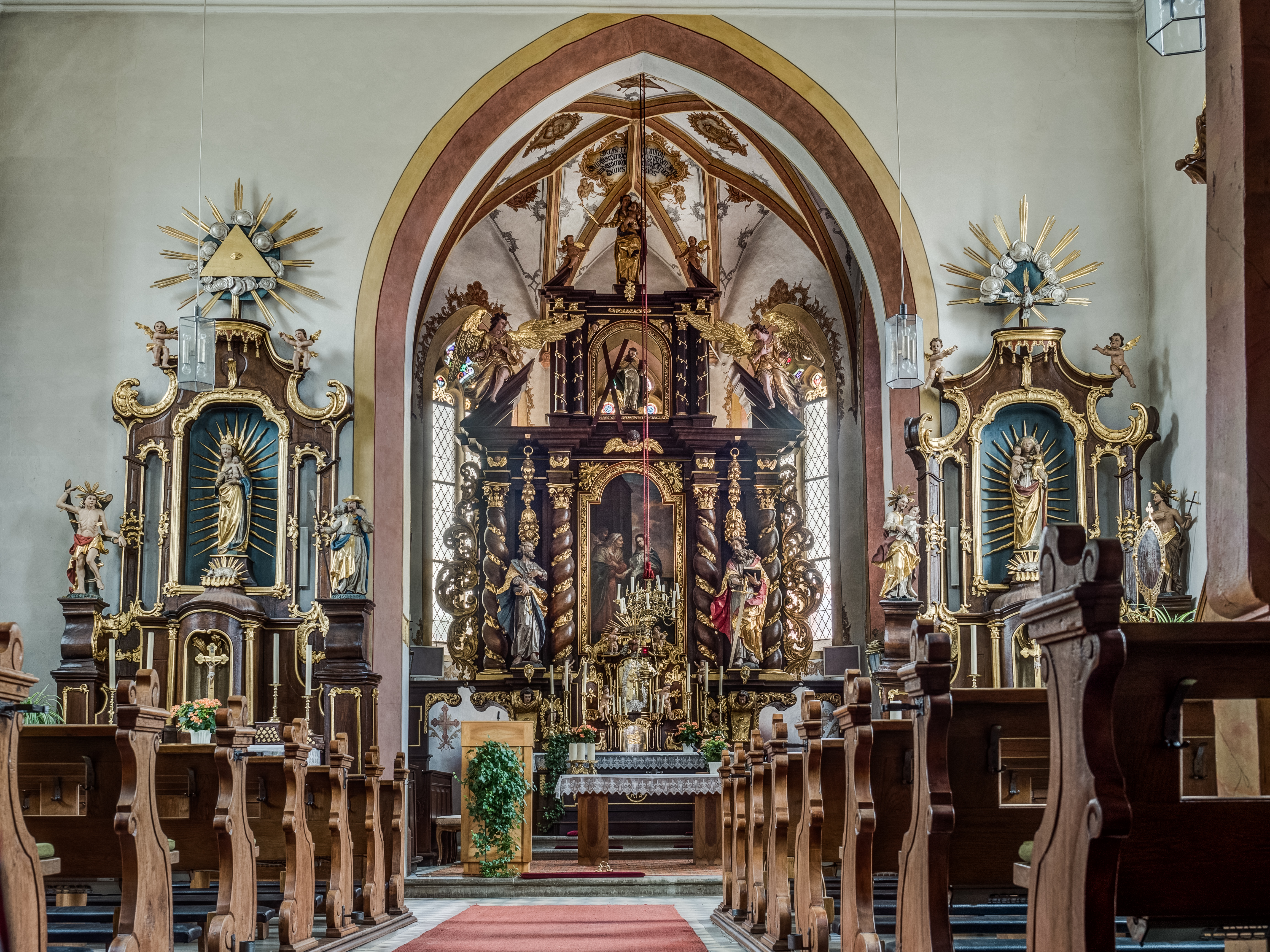
Altäre

## Ausstattung
Der Hochaltar entstand um 1690 in der Werkstatt des Bambergers Bildhauers Georg Götz. Der Tabernakel wird auf 1780/1781 datiert. Der dunkel gefasste Holzaufbau mit vergoldetem Dekor besteht aus vier gewundenen, von Akanthus umrankten Säulen korinthischer Ordnung. Das Altarblatt in der Mitte ist ein Gemälde in Öl auf Leinwand und zeigt Mariä Heimsuchung. Zwischen den Säulenpaaren stehen große Holzfiguren, links der heilige Petrus und rechts der heilige Paulus. Der Altarauszug hat ebenfalls einen viersäuligen Aufbau, allerdings im kleineren Maßstab und im Mittelabschnitt befindet eine Statue des heiligen Andreas. Als Bekrönung steht die Muttergottes darüber.:S. 307
Die beiden Nebenaltäre bestehen aus dunkel gefassten Holzaufbauten mit vergoldetem Dekor. Der linke Seitenaltar entstand 1770. Er stammt wohl von dem Staffelsteiner Schreiner und Bildhauer Franz Klose. In der mittleren Flachnische steht eine Holzfigur der Muttergottes, um 1500 entstanden, flankiert von den Heiligen Sebastian und Wendelin.
Den rechten Seitenaltar fertigte 1823 Friedrich Fugmann aus Redwitz. In der mittleren Flachnische steht eine Holzfigur der heiligen Anna selbdritt, um 1500/1510 entstanden, flankiert von den Heiligen Josef und Johannes der Täufer.:S. 307
Die aus marmoriertem Holz mit vergoldetem Dekor bestehende Kanzel fertigte Franz Klose 1775. Der Schalldeckel trägt eine Strahlenglorie mit einem umwölkten Jesusmonogramm. Der Taufstein besteht aus Sandstein. Er hat einen runden Schaft und ein achtseitiges, profiliertes Becken, bei dem in der Umschrift die Jahreszahl 1513 steht.:S. 308